# Propoziție completivă directă
Propoziția completivă directă este o propoziție subordonată, component sintactic în frază corespunzător complementului direct al verbului predicativ din propoziția regentă.

## Întrebări
- pe cine ?
- ce?

## Propoziții
- Iată ce îndatoriri vei avea.
- Mai am să citesc zece pagini.
- I-am povestit cum s-a terminat filmul.

## Termen regent
- Verb tranzitiv:

El a plecat spunând că va veni a doua zi.
- Locuțiune verbală tranzitivă:

Profesorul a băgat de seamă că lipsesc doi elevi.
- Interjecție predicativă:

Iată ce ne-a explicat.

## Elemente de relație
- Conjuncții subordonatoare: că, să, ca... să, dacă, de;
- Locutiuni conjunctionale subordonatoare: cum că, cum de, precum că.
- Pronume relative: care, cine, ce, ceea ce, cât, câți, câte;
- Pronume nehotărâte: oricine, oricare, orice, oricât;
- Adverbe relative: unde, cum, când, cât.

## Expansiunea complementului direct
Extensia complementului direct este operația de înlocuire, într-o frază, a unui complement direct cu o propoziție completivă directă.
Exemplu:
- Am pregătit ghiozdanul.

devine:
- Am pregătit ce îmi trebuia.

## Contragerea propoziției completive directe
Contragerea propoziției completive directe este operația inversă extensiei complementului direct, adică înlocuirea, într-o frază, a unei propoziții completive directe cu un complement direct.
Exemplu:
- Tu ai salutat pe cine cunoști.

devine:
- Tu i-ai salutat pe cunoscuți.

## Topica
Propoziția completivă directă poate sta înainte sau după regentă.
Exemplu:
- Că ai sosit, acum am aflat.
- Am rezolvat ce trebuia.

## Punctuația
Completiva directă, așezată după regentă, nu se desparte de aceasta prin nici un semn de punctuație. Dacă este așezată înaintea regentei, ea poate fi despărțită prin virgulă, pentru a evidenția un anumit aspect al comunicării.
Unele completive directe pot fi reluate sau anticipate în regentă, prin formele neaccentuate ale pronumelui personal în acuzativ.
Exemplu:
- Îl apreciez pe cine e serios.

Verbele “a întreba”, “a ruga”, “a învăța”, “a anunța”, “a asculta”, “a sfătui” se construiesc cu două completive directe, sau pot avea un complement direct și o completivă directă.
Exemplu:
- Te rog să mă asculți.